# Melanie Spitta
Melanie Spitta, de soltera Keck (Hasselt, 1946 - Fráncfort del Meno, 28 de agosto de 2005) fue una cineasta alemana y activista de los derechos civiles de la minoría sinti.

## Trayectoria
En 1938, la familia sinti de Spitta, perseguida en Alemania por ser gitana, huyó a Bélgica. Fue allí donde ella nació en 1946 siendo la menor de sus hermanos, que perecieron en el campo de concentración de Auschwitz. Desde 1949, creció con sus parientes supervivientes en Düren (Renania). Su madre, habiendo sido prisionera de los campos de Auschwitz, Ravensbrück y Bergen-Belsen, murió joven de tuberculosis, posiblemente como resultado de los experimentos médicos de Josef Mengele. Como resultado, Spitta sufrió una enfermedad pulmonar cuando era niña y su salud se vio afectada durante toda su vida.
En la década de 1980, trabajó como autora de películas junto con la directora Katrin Seybold, realizando documentales sobre la situación de los sinti en Alemania. Spitta luchó como activista de los derechos civiles, por la igualdad de la mujer entre los sinti y en la sociedad en su conjunto, y trabajó incesantemente como asesora y publicista. Hasta que junto con Katrin Seybold, Siegmund Wolf y testigos presenciales de la persecución nazi se pusieron a rebuscar en el material del Archivo Federal de Alemania en el marco de las películas documentales, no había ninguna foto publicada de los perpetradores por parte del personal del Racial Hygiene Research Center, aparte de una foto de Eva Justin.
Se casó con Arnold Spitta y tuvieron una hija, Carmen. Su marido es el autor de Paul Zech en el exilio sudamericano 1933-1946 (1978) y publicó, entre otras cosas, sobre la persecución de los sinti y los romaníes bajo el nacionalsocialismo.
Murió en 2005 y está enterrada en Düren.

## Reconocimientos
En 1999, Spitta recibió el Premio Otto Pankok en Lübeck de la mano del fundador Günter Grass. Fue "honrada porque contrarresta la pérdida de la memoria", decía el discurso laudatorio. Dieter Schenk le dedicó su libro sobre las raíces históricas de la Oficina Federal de Investigación Criminal (BKA por sus siglas en alemán), "Mirando hacia atrás en una amistad de veinte años".
En 2015, el grupo feminista Inirromnja desarrolló la lectura performativa con aportes cinematográficos Me vuelvo contra el paternalismo en memoria de Spitta.

## Obras
Películas (junto con Katrin Seybold):
- Schimpft uns nicht Zigeuner (43 min, 1980)
- Wir sind Sintikinder und keine Zigeuner (21 min, 1981)
- Es ging Tag und Nacht, liebes Kind: Zigeuner (Sinti) in Auschwitz (75 min, 1982)
- Das falsche Wort: Wiedergutmachung an Zigeunern (Sinti) in Deutschland? (ZDF, 83 min, 1987) Regie: Katrin Seybold, Drehbuch: Melanie Spitta, Darsteller: Thomas Münz; Melanie Spitta
- Meleza und Gallier (Spielfilm, Drehbuch, unveröffentlicht)